# Evans Glacier (glaciär i Antarktis, lat -83,78, long 170,00)
Evans Glacier är en glaciär i Antarktis. Den ligger i Östantarktis. Nya Zeeland gör anspråk på området. Evans Glacier ligger 708 meter över havet.
Terrängen runt Evans Glacier är kuperad västerut, men österut är den platt. Terrängen runt Evans Glacier sluttar österut. Trakten är obefolkad. Det finns inga samhällen i närheten.